# Черейский район
Чере́йский район (бел. Чарэйскі раён) — административно-территориальная единица в Белорусской ССР в 1924—1931 годах, входившая в Борисовский округ, затем — в Оршанский округ.
Черейский район с центром в местечке Черея был образован в Борисовском округе 17 июля 1924 года. 20 августа 1924 года район разделён на 12 сельсоветов. 9 июня 1927 года в результате упразднения Борисовского округа район передан Оршанскому округу. С 26 июля 1930 года район находился в прямом республиканском подчинении в результате упразднения округов. 8 июля 1931 года район упразднён, его территория разделена между Крупским (5 сельсоветов) и Чашникским (7 сельсоветов) районами.